# Acampe
Genre
Classification phylogénétique
Acampe est un genre de la famille des Orchidaceae. Ce genre comprend 7 espèces d'orchidées épiphytes originaires d’Afrique tropicale et d'Asie tropicale jusqu'aux Philippines.

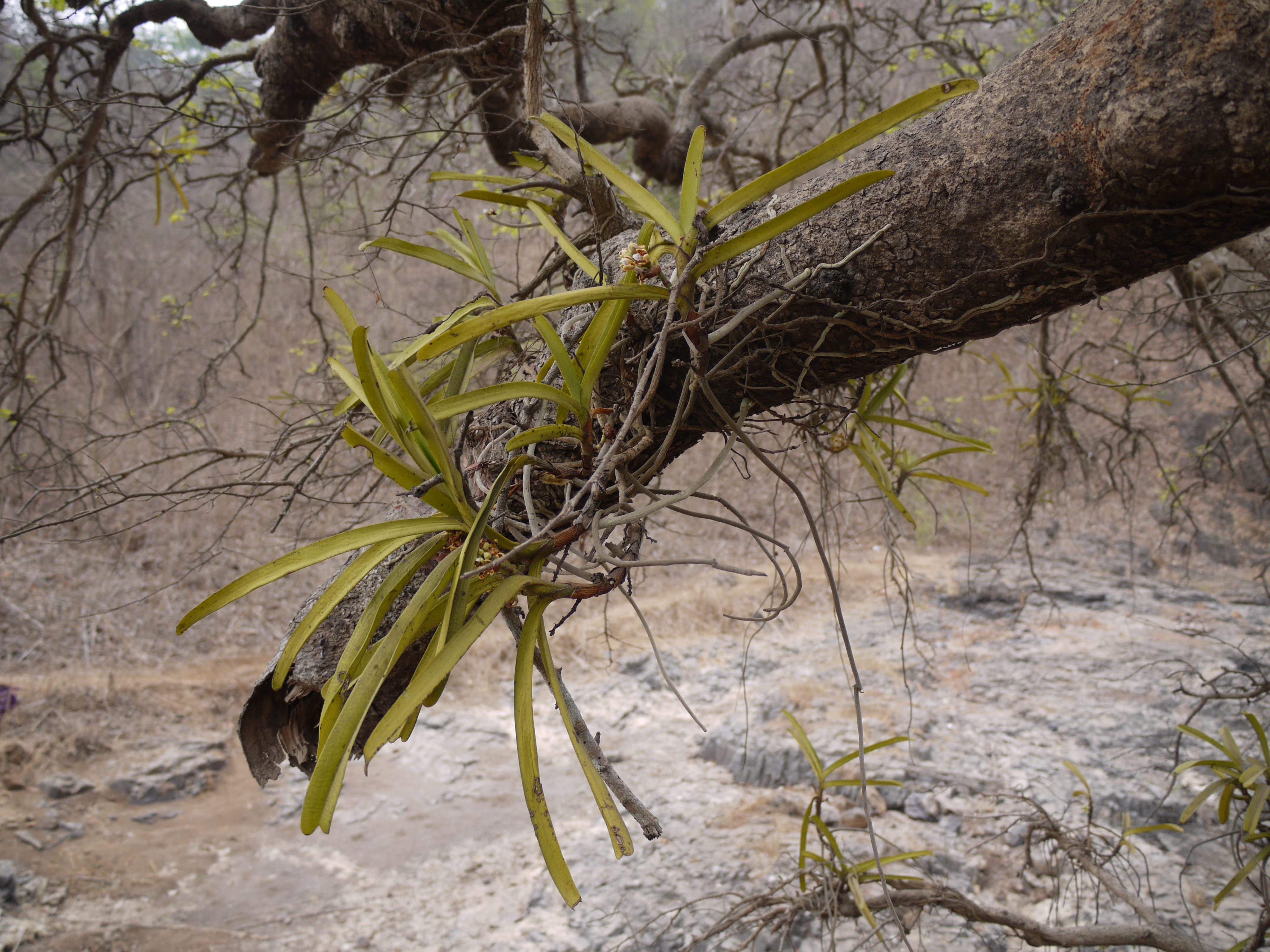
Orchidées épiphytes Acampe praemorsa, collines de Yeoor, Maharashtra, Inde

## Liste des espèces
Liste des espèces
- Acampe carinata (Griff.) Panigrahi
- Acampe cephalotes Lindl.
- Acampe joiceyana  (J.J.Sm.) Seidenf.
- Acampe ochracea (Lindl.) Hochr.
- Acampe pachyglossa Rchb.f.
- Acampe praemorsa (Roxb.) Blatt. & McCann
- Acampe rigida (Buch.-Ham. ex Sm.) P.F.Hunt

## Galerie

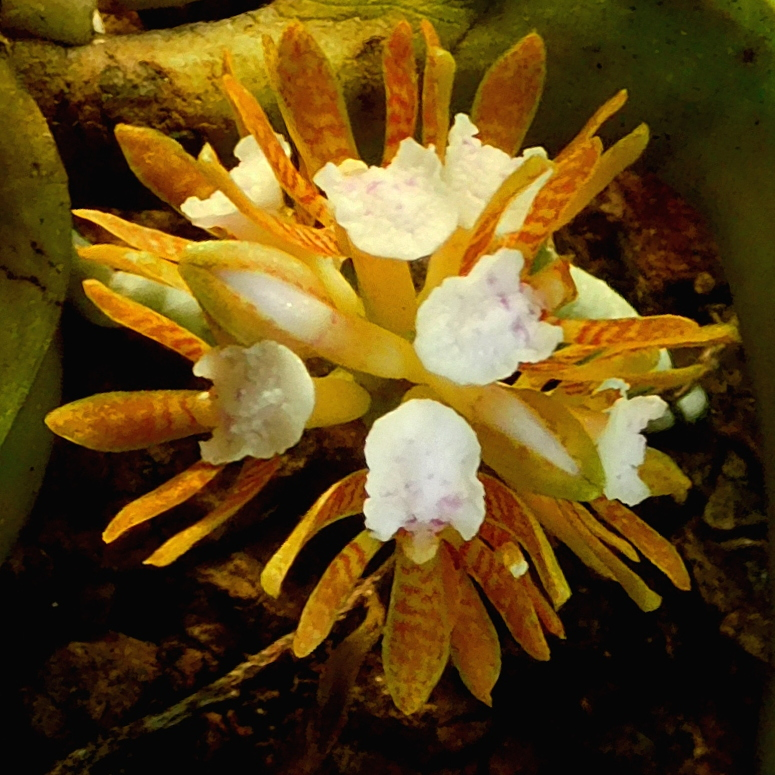
Acampe ochracea, Parc national de Nameri, Assam, Inde
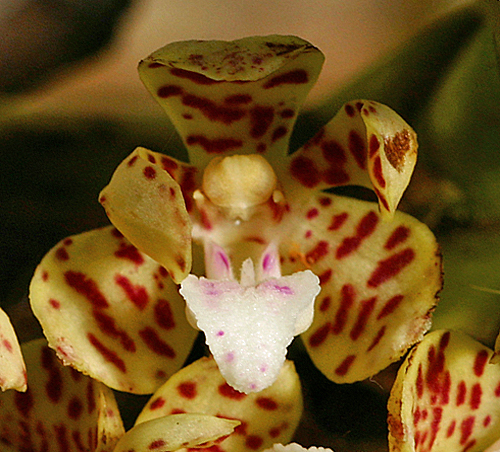
Acampe pachyglossa
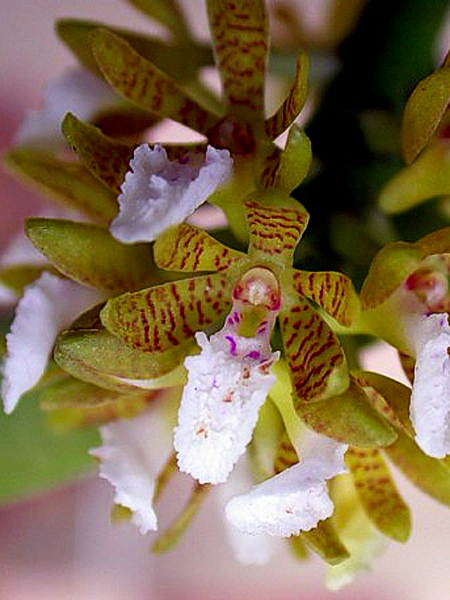
Acampe praemorsa
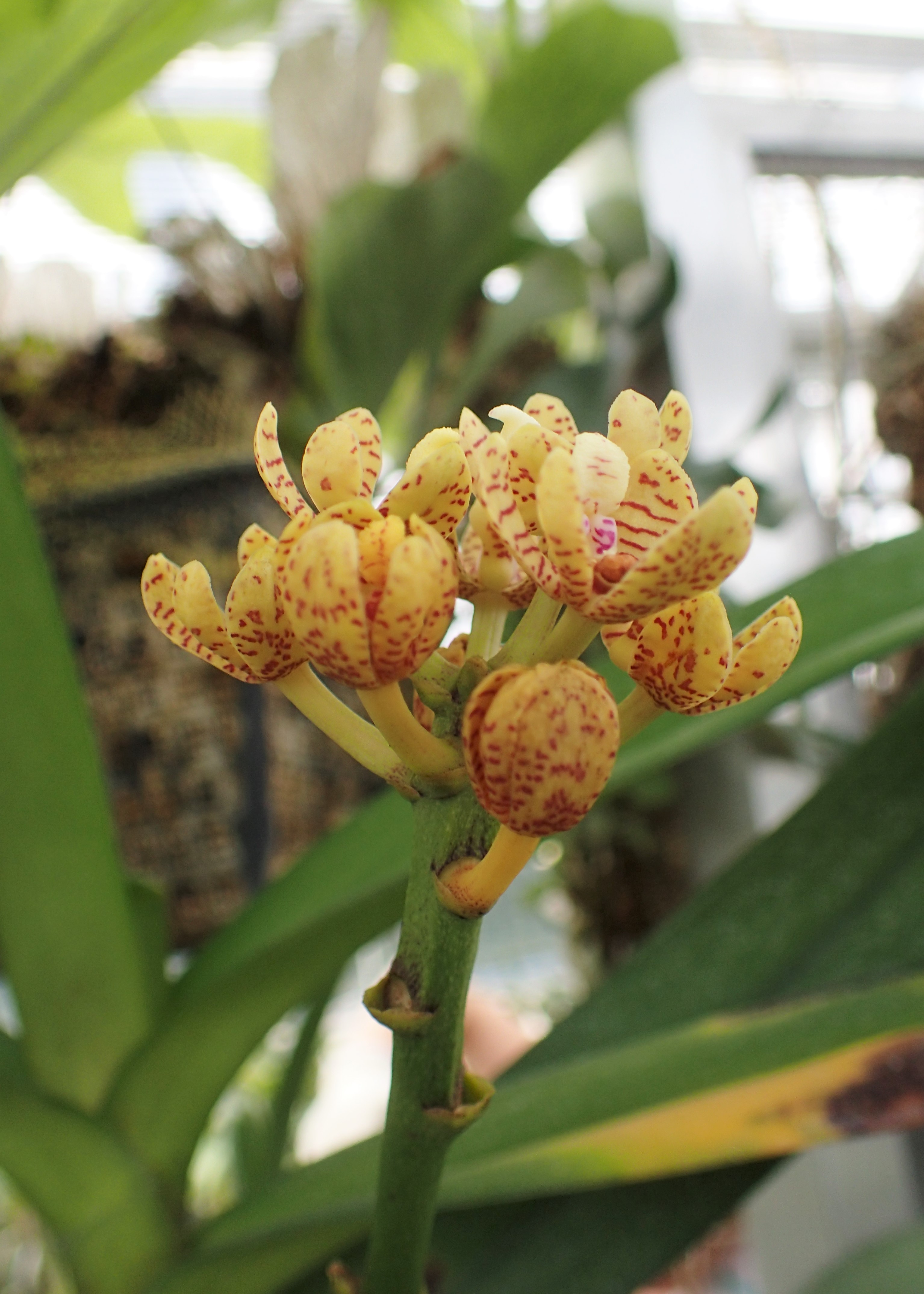
Acampe rigida, Jardin botanique de l'université Jagellonne, Cracovie, Pologne